# San Pedro de Lloc
San Pedro de Lloc is een stadsdistrict van de provincie Pacasmayo in de regio La Libertad van Peru. 
Deze stad was ook de laatste verblijfplaats van de in Italië geboren geograaf en wetenschapper Antonio Raimondi (1826-1890). Het huis waarin hij woonde - dat vlak bij de Plaza Mayor ligt - bestaat nog steeds en doet nu dienst als museum.

## Geboren in San Pedro de Lloc
- José Andrés Rázuri (1791-1883), officier van de Vrijheidsexpeditie van Peru
- José Barba Caballero (1952), advocaat en politicus
- Hugo Frederihs Buchelli Torres (1956), burgerlijk ingenieur en politicus

## Overleden in San Pedro de Lloc
- Antonio Raimondi (1826-1890), geograaf